# Steffen Michel
Steffen Michel (* 23. Januar 1972 in Friedberg, Hessen) ist ein ehemaliger deutscher Eishockeyspieler, der in der Deutschen Eishockey Liga für die Adler Mannheim spielte.  Er war Trainer im Nachwuchsbereich der Löwen Frankfurt. Heute ist er Markenbotschafter des EC Bad Nauheim.

## Spielerkarriere
Der 1,85 m große Verteidiger begann seine Karriere beim EC Bad Nauheim, für den er zwischen 1989 und 1994 zunächst in der Zweiten Bundesliga und später in der Oberliga auf dem Eis stand.
Zur Saison 1994/95 wechselte der Linksschütze zu den Adler Mannheim in die DEL, wo er in zwei Jahren knapp einhundert Erstligapartien absolvierte. Im Sommer 1996 ging Michel zurück zum EC Bad Nauheim, für den er bis zu seinem Karriereende nach der Oberligasaison 2005/06 spielte. Einzige Ausnahme bildeten hierbei die Spielzeiten 2001/02 und 2003/04, die er beim REV Bremerhaven beziehungsweise dem SC Bietigheim-Bissingen verbrachte.

## Karrierestatistik
(Legende zur Spielerstatistik: Sp oder GP = absolvierte Spiele; T oder G = erzielte Tore; V oder A = erzielte Assists; Pkt oder Pts = erzielte Scorerpunkte; SM oder PIM = erhaltene Strafminuten; +/− = Plus/Minus-Bilanz; PP = erzielte Überzahltore; SH = erzielte Unterzahltore; GW = erzielte Siegtore; 1 Play-downs/Relegation; Kursiv: Statistik nicht vollständig)
1) und gleich hohe Spielklassen  (1. Liga, Bundesliga)